# Національний парк Тенієт-ель-Хад
Тенієт-ель-Хад (араб. الحديقة الوطنية ثنية الحد) — один з національних парків Алжиру. Розташований на півночі країни в провінції Тіссемсілт і названий на честь міста Тенієт-ель-Хад, розташованого поруч з парком. У парку багато лісів, і він розташований біля підніжжя найвищого піку (1985 метрів) гірського ланцюга «Урсеніс» (частина Тель-Атласу). У парку мешкає велика кількість представників флори і фауни. Парк популярний серед алжирців для пішохідного туризму.